# Arcones
Arcones település Spanyolországban, Segovia tartományban. Arcones Pedraza, Orejana, Prádena, Braojos, Gascones és Matabuena községekkel határos. Lakosainak száma 180 fő (2024).

## Népesség
A település népessége az elmúlt években az alábbi módon változott:
| Lakosok száma | 247  | 260  | 268  | 243  | 243  | 233  | 159  | 166  | 171  | 180  |
|               | 2001 | 2004 | 2007 | 2009 | 2012 | 2014 | 2017 | 2019 | 2022 | 2024 |